# Seredînți, Zboriv
Seredînți (în ucraineană Серединці) este un sat în comuna Vîsîpivți din raionul Zboriv, regiunea Ternopil, Ucraina.

## Demografie
Componența lingvistică a localității Seredînți
     Ucraineană (99,58%)
     Alte limbi (0,42%)
Conform recensământului din 2001, majoritatea populației localității Seredînți era vorbitoare de ucraineană (99,58%), existând în minoritate și vorbitori de alte limbi.